# Chủ nghĩa vô trị
Chủ nghĩa vô trị hay chủ nghĩa vô chính phủ là một trường phái triết học và phong trào chính trị chủ trương hoài nghi bất cứ sự hợp thức hóa nào về chính quyền, đồng thời kiếm tìm phương án nhằm bãi bỏ các thiết chế mà nó khẳng định là bảo toàn sự ép buộc và tôn ti xã hội, điển hình như quốc gia dân tộc và chủ nghĩa tư bản. Chủ nghĩa vô trị chủ trương thay thế nhà nước bằng các xã hội phi nhà nước và các hiệp hội tự do tự nguyện. Trong vai trò là một phong trào cánh tả lịch sử, cách hiểu này tọa lạc ở phía cực tả của phổ chính trị, hay còn gọi là cánh tự do cá nhân của phong trào xã hội chủ nghĩa (chủ nghĩa xã hội tự do cá nhân).
Con người đã sống trong các xã hội không có tôn ti hình thức từ rất lâu trước sự hình thành của nhà nước, vương quốc, hoặc đế quốc. Với sự nổi lên của các chính thể có tôn ti tổ chức, chủ nghĩa hoài nghi nhắm vào chính quyền cũng trỗi dậy theo. Mặc dù dấu vết tư tưởng vô trị đã xuất hiện trong nhiều ghi chép lịch sử, chủ nghĩa vô trị hiện đại mới chỉ bắt đầu hình thành từ thời kỳ Khai sáng. Vào nửa cuối thế kỷ thứ 19 và những thập kỷ đầu thế kỷ thứ 20, phong trào vô trị chủ nghĩa bắt đầu lan tới nhiều ngóc ngách của thế giới và đóng vai trò quan trọng trong các cuộc đấu tranh giải phóng của giai cấp công nhân. Nhiều trường phái vô trị chủ nghĩa ra đời trong khoảng thời gian này. Theo đó, các nhà vô trị chủ nghĩa cũng đã can dự vào nhiều cuộc cách mạng lịch sử, với những ví dụ đáng chú ý là Công xã Paris, Nội chiến Nga và Nội chiến Tây Ban Nha – sự kiện đánh dấu hồi kết kỷ nguyên cổ điển của chủ nghĩa vô trị. Vào những thập kỷ cuối thế kỷ thứ 20 – đầu thế kỷ thứ 21, phong trào vô trị chủ nghĩa được tái sinh một lần nữa, lớn mạnh về danh tiếng và ảnh hưởng tới nhiều phong trào chống tư bản, phản chiến và chống toàn cầu hóa.

## Từ nguyên, thuật ngữ và định nghĩa

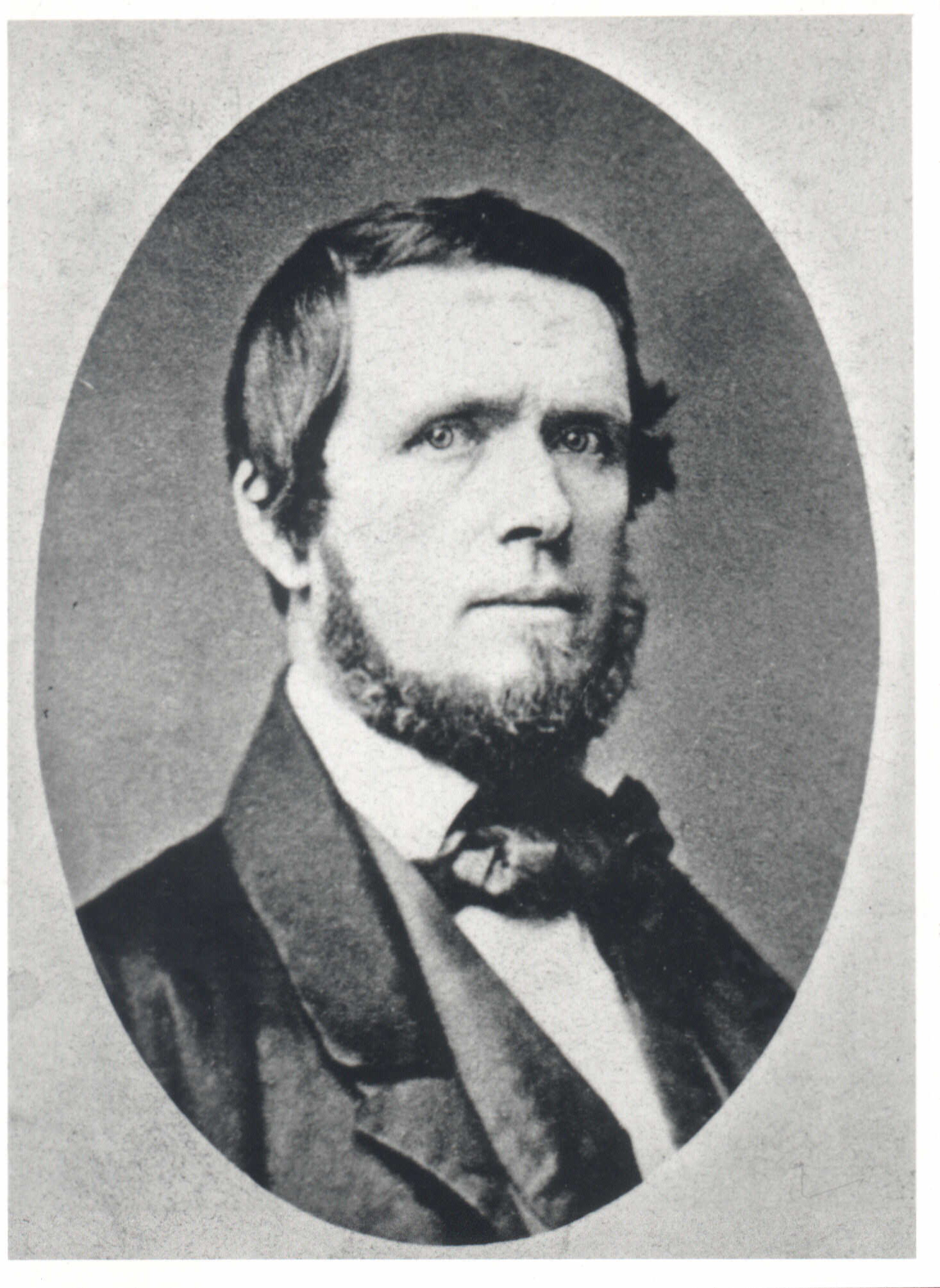
Wilhelm Weitling là cây bút tiêu biểu đóng góp cho ý hệ vô trị mặc dù ông chưa bao giờ sử dụng thuật ngữ đó.

Thuật ngữ anarchism trong tiếng Anh bắt nguồn từ chữ anarkhia trong tiếng Hy Lạp cổ, nghĩa đen là "không có người cai trị", bao gồm tiền tố an- ("không có") và arkhos ("thủ lĩnh" hoặc "người cai trị"). Hậu tố -ism hàm chỉ dòng ý thức hệ ủng hộ chế độ vô trị (anarchy). Một số biến thể của từ anarchism xuất hiện trong các văn bản tiếng Anh cũ là anarchisme (1642) và anarchy (1539); những từ này ban đầu được dùng để chỉ chung tình trạng vô chính phủ/vô trị. Các đảng phái hình thành trong Cách mạng Pháp thường đả kích đối thủ của họ bằng từ anarchiste, song nghĩa hồi đó khác ngày nay. Nhiều nhà cách mạng thế kỷ thứ 19, chẳng hạn như William Godwin (1756–1836) và Wilhelm Weitling (1808–1871), đã đóng góp cho học thuyết vô chính phủ/vô trị của những thế hệ sau nhưng họ không dùng từ anarchist hoặc anarchism để gọi bản thân hoặc tư tưởng của mình.
Nhà triết học chính trị đầu tiên sử dụng danh ngữ nhà vô chính phủ (tiếng Anh: anarchist; tiếng Pháp: anarchiste) để gọi bản thân là Pierre-Joseph Proudhon (1809–1865), đánh dấu sự khai sinh chính thức của ý hệ này giữa thế kỷ 19. Kể từ những năm 1890 trở đi và bắt nguồn từ Pháp, danh từ libertarianism trong tiếng Anh được dùng đồng nghĩa để chỉ chủ nghĩa vô chính phủ/vô trị và việc dùng đồng nghĩa như vậy vẫn còn rất phổ biến bên ngoài Hoa Kỳ. Một vài cách dùng khác của từ libertarianism thường để chỉ triết lý thị trường tự do duy cá nhân, và từ libertarian anarchism được dùng để chỉ cụ thể chủ nghĩa vô trị thị trường.

## Lịch sử

### Thời kỳ tiền hiện đại

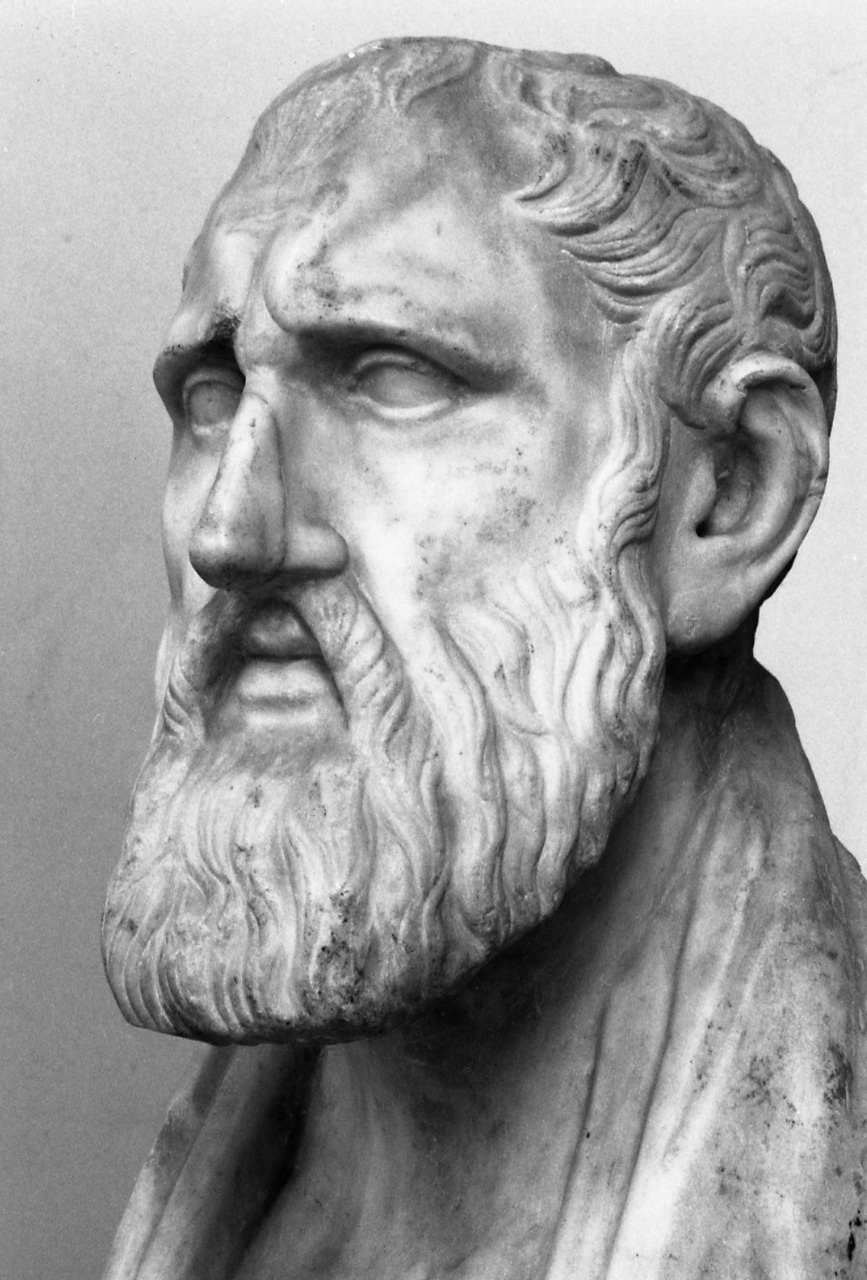
Zeno of Citium (c. 334 – c. 262 BC), whose Republic inspired Peter Kropotkin

Trước khi con người thành lập các thị trấn và thành phố, không một tồn tại cơ quan quyền lực nào cả. Sau khi các thể chế quyền lực được tạo thành, tư tưởng vô trị trỗi dãy như một phản ứng với việc đấy. Tiền thân đáng chú ý nhất của chủ nghĩa vô trị trong thế giới cổ đại đã tồn tại ở Trung Quốc và Hy Lạp. Ở Trung Quốc, triết học vô trị (cuộc thảo luận về tính hợp lý của nhà nước) đã được mô tả bởi các nhà triết học Đạo Lão Trang Tử và Lão Tử. Bên cạnh chủ nghĩa khắc kỷ, Đạo Lão được cho là đã có "dự đoán đáng kể" về chủ nghĩa vô trị.
Xu hướng vô trị cũng được các nhà bi kịch và triết gia ở Hy Lạp thể hiện nổi bật trong các tác phẩm. Aeschylus và Sophocles đã sử dụng huyền thoại về Antigone để minh họa cuộc xung đột giữa các quy tắc do nhà nước đặt ra và quyền tự do cá nhân. Socrates liên tục chất vấn chính quyền Athens và nhấn mạnh vào quyền tự do lương tâm cá nhân. Cynics luôn hoài nghi đã bác bỏ luật áp dụng lên con người (nomos) và các cơ quan quyền lực liên quan trong khi cố gắng sống thuận tự nhiên (physis). Stoics ủng hộ một xã hội dựa trên các mối quan hệ không chính thức và thân thiện giữa các công dân thay vì cần có sự hiện diện của một nhà nước.
Ở châu Âu thời trung cổ, không có hoạt động vô trị ngoại trừ một số phong trào tôn giáo khổ hạnh. Những phong trào này và các phong trào Hồi giáo khác, sau đó đã sinh ra chủ nghĩa vô trị tôn giáo. Trong Đế chế Sasanian, Mazdak kêu gọi một xã hội bình đẳng và bãi bỏ chế độ quân chủ, để rồi sớm bị Hoàng đế Kavad I xử tử.
Ở Basra, các giáo phái, tôn giáo thường rao giảng chống lại nhà nước. Ở châu Âu, nhiều giáo phái khác nhau đã phát triển các khuynh hướng chống nhà nước và tự do. Những ý tưởng tự do tiếp tục xuất hiện trong thời kỳ Phục hưng ở khắp châu Âu với sự lan rộng của chủ nghĩa nhân văn, chủ nghĩa duy lý và lý luận. Các tiểu thuyết gia đã viết ra các xã hội lý tưởng dựa trên sự tự nguyện thay vì là ép buộc. Thời đại Khai sáng tiếp tục hướng tới chủ nghĩa vô trị với sự lạc quan về một xã hội tiến bộ.

### Thời kỳ hiện đại
Trong cách mạng Pháp, các nhóm đảng phái như Enragés và sans-culottes cho thấy một bước ngoặt lớn trong quá trình tư tưởng chống nhà nước và chính phủ. Các xu hướng vô trị đầu tiên đã được phát triển trong suốt thế kỷ 18 ngay từ khi William Godwin tán thành triết học chủ nghĩa vô trị tại Anh, nó đã làm suy yếu đi tư tưởng về nhà nước, tư tưởng của Max Stirner đã mở đường cho chủ nghĩa cá nhân và lý thuyết tương hỗ của Pierre-Joseph Proudhon đã nở rộ ở nước Pháp. Vào cuối những năm 1870, các trường phái tư tưởng vô trị khác nhau đã trở nên rõ ràng hơn, lan rộng, tạo ra một làn sóng chưa từng có lan rộng khắp thế giới từ những năm 1880 đến năm 1914. Thời kỳ vô trị cổ điển này kéo dài cho đến khi kết thúc Nội chiến Tây Ban Nha và được coi là thời kỳ hoàng kim của chủ nghĩa vô trị.

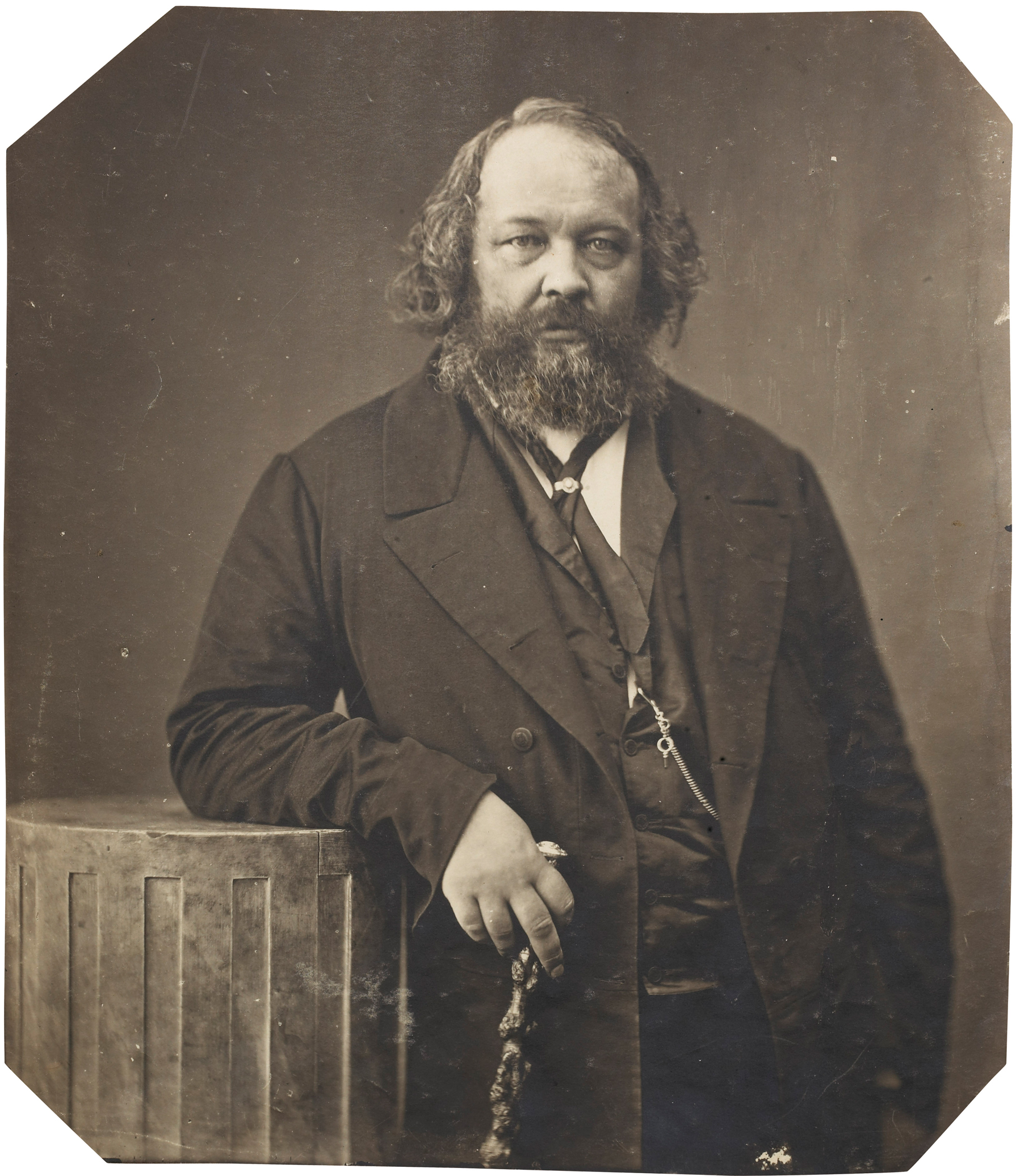
Mikhail Bakunin phản đối mục tiêu của chủ nghĩa Mác là chuyên chính vô sản và liên minh với những người theo chủ nghĩa liên bang trong Quốc tế thứ nhất trước khi bị những người theo chủ nghĩa Mác trục xuất.

Lấy cảm hứng từ chủ nghĩa tương hỗ, Mikhail Bakunin thành lập chủ nghĩa vô trị tập thể và gia nhập Hội Liên hiệp Lao động Quốc tế, một công đoàn của giai cấp lao động, sau này được gọi là Đệ Nhất Quốc tế được thành lập vào năm 1864 hướng tới sự đoàn kết của các tư tưởng cách mạng khác nhau. Đệ Nhất Quốc tế đã trở thành một lực lượng chính trị quan trọng, với Karl Marx là nhân vật chủ chốt, và ông cũng là thành viên của Hội đồng Chung. Phe Bakunin (Liên bang Jura) và những người theo Proudhon (những người theo chủ nghĩa tương hỗ) phản đối chủ nghĩa xã hội nhà nước, ủng hộ chủ nghĩa bỏ phiếu trắng chính trị và nắm giữ tài sản nhỏ. Sau những tranh chấp gay gắt, những người Theo chủ nghĩa Bakunin đã bị những người Marxist trục xuất khỏi Đệ nhất Quốc tế tại Đại hội Hague năm 1872. Những người vô trị đã bị đối xử tương tự ở Đệ nhị Quốc tế, bị trục xuất vào năm 1896. Bakunin nổi tiếng với dự đoán rằng nếu các nhà cách mạng giành được quyền lực theo các học thuyết của Marx, họ sẽ kết thúc những bạo chúa mới của giai cấp lao động. Để đối phó với việc họ bị trục xuất khỏi Đệ nhất Quốc tế, những người vô trị đã thành lập Quốc tế St. Imier, lấy cảm hứng từ Peter Kropotkin, một triết gia và nhà khoa học người Nga, chủ nghĩa cộng sản vô trị chồng chéo với chủ nghĩa tập thể. Những người cộng sản vô trị lấy cảm hứng từ Công xã Paris năm 1871, ủng hộ liên bang tự do và phân phối hàng hóa theo nhu cầu của từng cá nhân.
Vào đầu thế kỷ 20, chủ nghĩa vô trị đã lan rộng trên toàn thế giới, đấy là một đặc điểm đáng chú ý của phong trào công đoàn quốc tế. Tại Trung Quốc, các nhóm nhỏ sinh viên đã tìm hiểu thêm về phần khoa học nhân văn trong chủ nghĩa cộng sản vô trị. Tokyo là một điểm nóng tập trung các thanh niên trẻ từ các quốc gia phương Đông, họ đi đến thủ đô Nhật Bản để học tập. Ở Mỹ Latinh, Argentina là một thành trì của chủ nghĩa công đoàn vô trị, nơi nó trở thành hệ tư tưởng cánh tả nổi bật nhất. Trong thời gian này, một thiểu số những người vô trị đã sử dụng các phương pháp bạo lực chính trị cách mạng. Phương pháp này được gọi là tuyên truyền bằng hành động.  Việc chia cắt phong trào chủ nghĩa xã hội Pháp thành nhiều nhóm và việc hành quyết, lưu đày nhiều Cộng đồng đến các thuộc địa sau khi Công xã Paris bị đàn áp đã làm tăng cao nhiều biểu hiện và hành động chính trị cá nhân. Mặc dù nhiều người vô trị đã luôn tránh xa những hành động khủng bố này, nhưng danh tiếng xấu đã bị đồn thổi và nhiều đạo luật đã được ban hành nhằm trừng phạt những người vô trị, bao gồm Đạo luật Nhập cư năm 1903, còn được gọi là Đạo luật loại trừ vô trị. Chủ nghĩa bất hợp pháp là một chiến lược khác mà một số người vô trị đã áp dụng trong giai đoạn này.

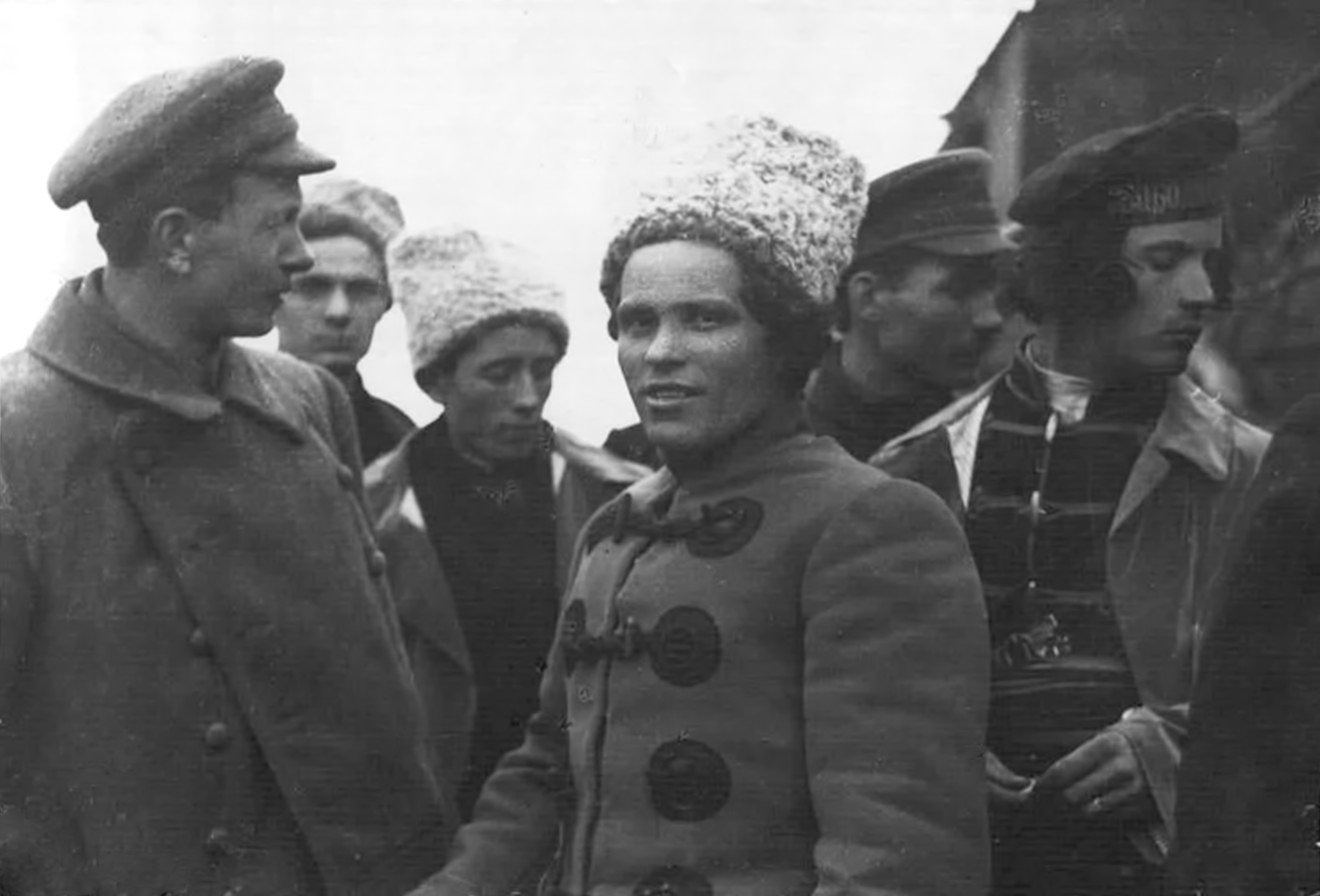
Nestor Makhno được nhìn thấy cùng với các thành viên của Quân đội nổi dậy cách mạng vô chính phủ của Ukraine

Bất chấp những lo ngại, những người vô trị đã nhiệt tình tham gia Cách mạng Nga (1917) để chống lại Bạch vê; tuy nhiên, họ đã bị sự đàn áp tàn bạo sau khi chính phủ Lenin được ổn định. Một số người vô trị từ Petrograd và Moscow đã chạy trốn sang Ukraine, đáng chú ý nhất là cuộc nổi dậy Kronstadt và cuộc đấu tranh của Nestor Makhno trong Makhnovshchyna. Sau khi những người vô trị bị nghiền nát ở Nga, hai dòng xu hướng mới xuất hiện, cụ thể là chủ nghĩa cương lĩnh (platformism) và chủ nghĩa vô trị tổng hợp (synthesis anarchism.) Họ đã cố gắng tạo ra một nhóm thống nhất, thúc đẩy cách mạng và sau đấy chống lại bất cứ điều gì tương tự đang phải chính trị. Sau chiến thắng của những người Bolshevik trong Cách mạng Tháng Mười và nhìn thấy kết quả của nội chiến Nga, nhiều người lao động và các nhà hoạt động xã hội đã chuyển dần sang ủng hộ các đảng cộng sản, điều này đã tăng cường sự phát triển của chủ nghĩa vô trị và các phong trào chủ nghĩa xã hội khác. Tại Pháp và Hoa Kỳ, thành viên của các phong trào công đoàn lớn như Tổng Liên đoàn Lao động và Công nhân Công nghiệp thế giới rời khỏi tổ chức của họ và gia nhập Đệ Tam Quốc tế.
Trong cuộc nội chiến Tây Ban Nha năm 1936, những người vô trị và những người công đoàn (syndicalists) (CNT và FAI) một lần nữa cùng liên minh với các nhóm cánh tả khác nhau. Với truyền thống vô trị lâu đời tại Tây Ban Nha, những người vô trị đã đóng một vai trò nòng cốt chính trong chiến tranh. Để đối phó với cuộc nổi dậy của quân đội, một phong trào nông dân và công nhân lấy cảm hứng từ chủ nghĩa vô trị được ra đời và được hỗ trợ bởi dân quân vũ trang. Phong trào đã kiểm soát thành công Barcelona và các khu vực rộng lớn của vùng nông thôn Tây Ban Nha, nơi họ tập thể hóa đất đai. Liên Xô có cung cấp một số hỗ trợ hạn chế vào đầu cuộc chiến, nhưng kết quả lại là một cuộc chiến đẫm máu giữa những người "cộng sản" và người vô trị với tên gọi May Days, khi thống lĩnh lúc đó -  Joseph Stalin cố gắng giành quyền kiểm soát đảng Cộng hòa.

### Thời kỳ hậu chiến tranh

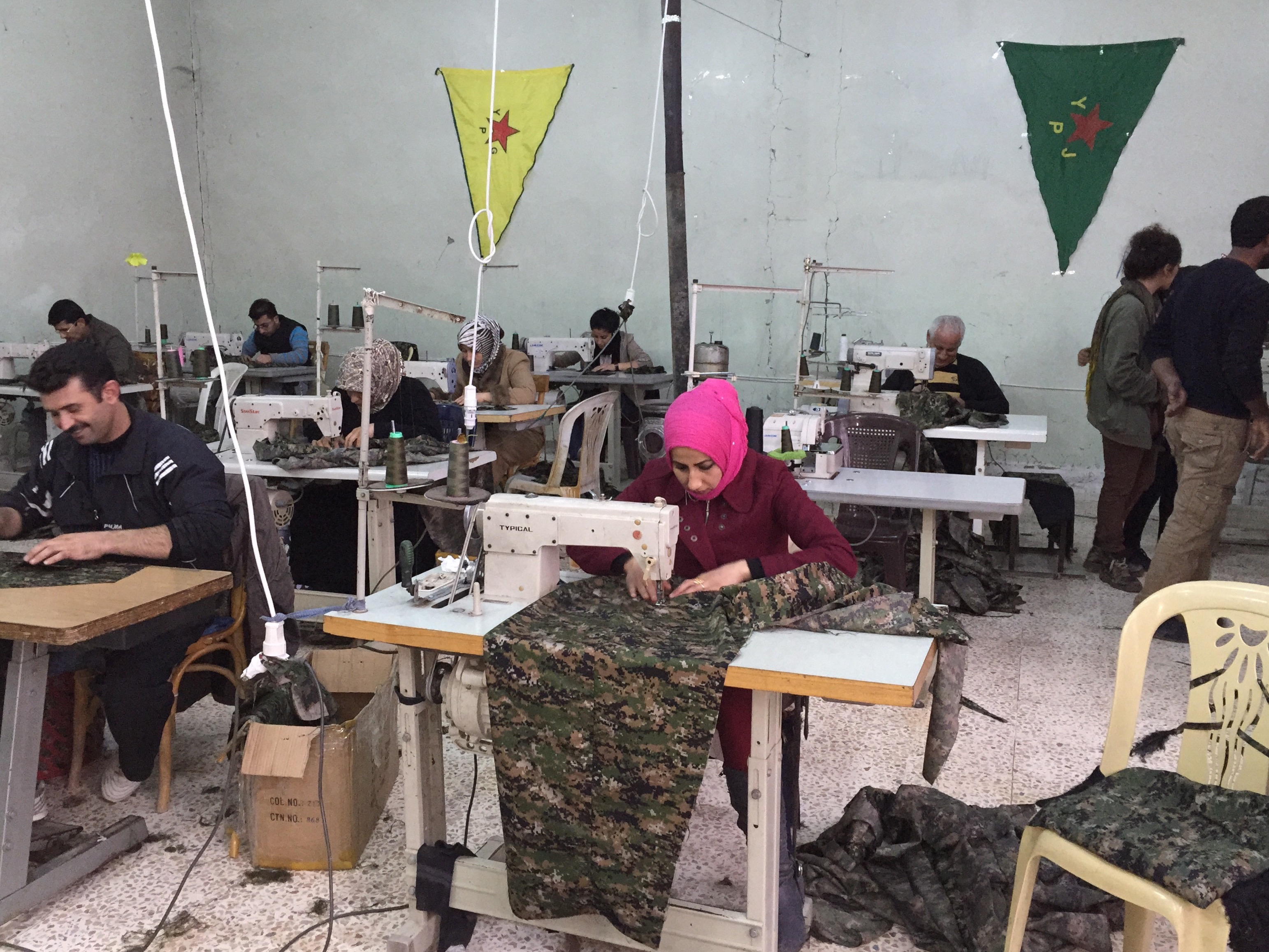
Nỗ lực hỗ trợ người lao động thành lập hợp tác xã của Rojava được minh chứng trong hợp tác xã may này.

Vào cuối Thế chiến thứ II, phong trào vô trị đã bị suy yếu nghiêm trọng. Những năm 1960 đã chứng kiến sự trỗi dậy của chủ nghĩa vô trị, có thể là do sự thất bại của chủ nghĩa Marx-Lenin và những căng thẳng được tạo nên bởi Chiến tranh Lạnh. Trong thời kỳ này, những phong trào của chỉ nghĩa vô trị tuy có thay đổi nhưng vẫn nhằm đả kích tư bản và chế độ nhà nước. Các phong trào có thể được kể đến như phong trào chống vũ khí hạt nhân, phong trào môi trường và phong trào hòa bình, văn hóa phản kháng của thập niên 1960 và Cánh Tả mới. Thay vì tập trung vào cách mạng, giờ đây chủ nghĩa vô trị tập trung hơn vào việc cải cách chống chủ nghĩa tư bản. Vô trị dần trở nên gắn liền với văn hóa Punk rock với các đại diện tiêu biểu như ban nhạc Crass hay Sex Pistols. Phong trào nữ quyền của chủ nghĩa nữ quyền vô trị đã mang đến một sức sống mới trong làn sóng nữ quyền thứ hai. Chủ nghĩa vô trị gốc Phi (Black anarchism) bắt đầu hình thành vào thời điểm này và tạo sự ảnh hưởng đến các phong trào vô trị tại trung tâm châu Âu. Điều này trùng với sự thất bại của vô trị tại các nước ở Bắc Âu và thành công chưa từng có ở Mỹ Latinh.
Vào khoảng đầu thế kỷ 21, chủ nghĩa vô trị ngày càng phổ biến và có ảnh hưởng lớn trong các phong trào chống tư bản, phản chiến và chống toàn cầu hóa. Những người vô trị được biết đến với sự tham gia vào các cuộc biểu tình chống lại Tổ chức Thương mại Thế giới (WTO), G8 và Diễn đàn Kinh tế Thế giới. Trong các cuộc biểu tình này, các cán nhóm vô danh không lãnh đạo đặc biệt được biết đến với tên gọi khối đen (Black bloc) đã tham gia vào bạo loạn, phá hủy tài sản và đối đầu bạo lực với cảnh sát. Các chiến thuật tổ chức khác, đi tiên phong trong thời gian này bao gồm các nhóm ái lực (affinity groups), văn hóa bảo mật (security culture) và sử dụng các công nghệ phi tập trung như Internet. Một sự kiện quan trọng của giai đoạn này là cuộc biểu tình tại hội nghị SEATTLE WTO năm 1999. Tư tưởng vô trị đã có ảnh hưởng đến sự phát triển của Zapatistas ở Mexico và Liên đoàn Dân chủ Miền Bắc Syria, thường được gọi là Rojava, một khu tự trị kinh tế ở miền bắc Syria.

## Các trường phái tư tương
Các trường phái tư tưởng vô trị thường được chia thành hai mảng lớn dựa theo truyền thống và lịch sử, chủ nghĩa vô trị xã hội và chủ nghĩa vô trị cá nhân, sự phân chia này bắt nguồn từ nguồn gốc, giá trị và sự tiến hóa khác nhau của hai hướng đi. Ở phía vô trị cá nhân, sự tự do tiêu cực thường được nhấn mạnh để chống lại các hạn chế đối với cá nhân tự do, trong khi vô trị xã hội lại nhấn mạnh vào tự do tích cực trong việc hướng tới tiềm năng tự do của toàn xã hội thông qua bình đẳng và quyền sở hữu xã hội. Nếu phân theo sự phát triển của thời gian, chủ nghĩa vô trị có thể được chia thành vô trị cổ điển vào cuối thế kỷ 19 và các tư tưởng hậu cổ điển (vô trị nữ quyền, chủ nghĩa vô trị xanh và chủ nghĩa hậu vô trị) phát triển sau đó.
Ngoài các phong trào vô trị cấu thành chủ nghĩa vô trị chính trị còn có chủ nghĩa vô trị triết học. Chủ nghĩa vô trị triết học cho rằng nhà nước thiếu tính hợp pháp về mặt đạo đức, và không nhất thiết phải chấp nhận làm cách mạng để loại bỏ nó. Là một thành phần đặc biệt của chủ nghĩa vô trị cá nhân, chủ nghĩa vô trị triết học có thể chịu đựng được sự tồn tại của một nhà nước tối thiểu nhưng tuyên bố rằng công dân không có nghĩa vụ đạo đức phải tuân theo chính phủ khi nó mâu thuẫn với quyền tự trị cá nhân. Chủ nghĩa vô trị tập trung đáng kể đến các lập luận đạo đức, vì đạo đức có vai trò trung tâm trong triết học vô trị. Sự nhấn mạnh của chủ nghĩa vô trị vào việc chống chủ nghĩa tư bản, chủ nghĩa quân bình, và cho sự mở rộng của cộng đồng và cá nhân là sự khác biệt rõ rệt so với chủ nghĩa tư bản vô trị và các loại chủ nghĩa tự do kinh tế khác.
Chủ nghĩa vô trị thường được đặt ở phía cực tả của phổ chính trị. Phần lớn các giải thích về kinh tế và phát luật vô trị phản ánh các tư tưởng như chủ nghĩa chống chuyên chế, chủ nghĩa chống nhà nước, chủ nghĩa tự do cá nhân, chính trị cấp tiến và chủ nghĩa xã hội. Một vài ví dụ điển hình như chủ nghĩa tập thể, chủ nghĩa cộng sản vô trị, chủ nghĩa vô trị cá nhân, chủ nghĩa tương hỗ và chủ nghĩa công đoàn vô trị, trong số các lý thuyết tự do xã hội kinh tế khác. Không như nhiều chủ nghĩa khác, chủ nghĩa vô trị không có một học giả nổi bật đại diện cho nó, vì vậy chủ nghĩa vô trị không có một học thuyết thống nhất mà tồn tại nhiều loại với các truyền thống vô trị khác nhau tương đối rộng rãi. Một trong những phản ứng chống lại chủ nghĩa bè phái trong môi trường vô trị là chủ nghĩa vô trị không tính từ đi kèm (anarchism without adjectives.)  Vào năm 1889, Fernando Tarrida del Mármol lần đầu tiên kêu gọi sự thống nhất và khoan dung giữa những người vô trị khác nhau, thay vì những cuộc tranh luận gay gắt của lý thuyết vô trị vào thời điểm đó. Niềm tin vào chủ nghĩa hư vô chính trị đã được nhiều người vô trị đồng thuận. Mặc dù tách biệt, các trường phái tư tưởng vô trị khác nhau không được coi là các tư tưởng riêng biệt, mà nó giống với việc các xu hướng xen kẽ nhau và được kết nối thông qua một tập hợp các nguyên tắc thống nhất như tự chủ cá nhân, và tự trị địa phương, tương trợ lẫn nhau, tổ chức mạng lưới, dân chủ cộng đồng, phân cấp và thẩm quyền hợp lý.

### Cổ điển

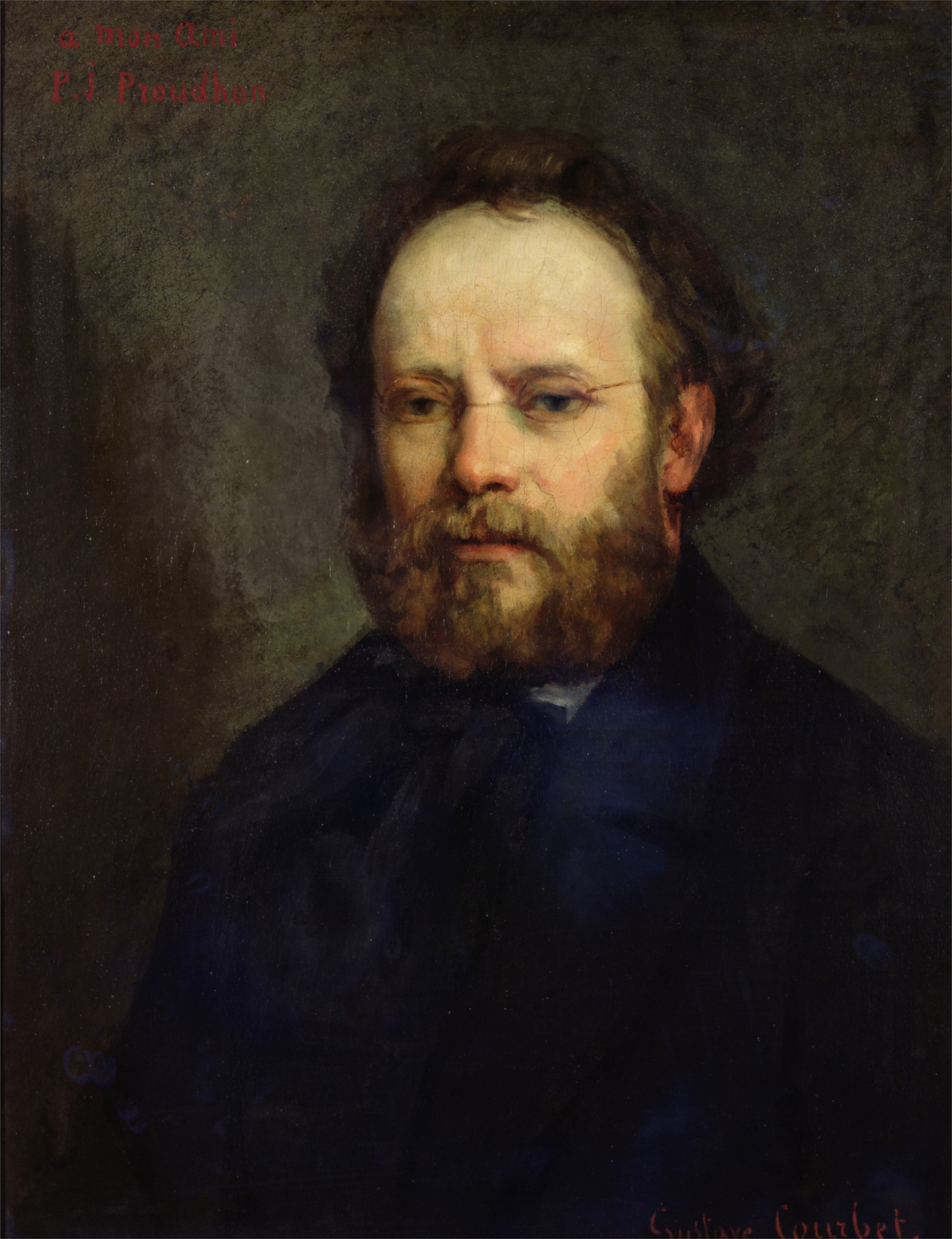
Pierre-Joseph Proudhon là người đề xuất chính cho chủ nghĩa tương hỗ và đã ảnh hưởng đến nhiều nhà tư tưởng theo chủ nghĩa vô chính phủ theo chủ nghĩa cá nhân và chủ nghĩa vô chính phủ xã hội trong tương lai.

Các luồng tư tưởng vô trị cổ điển bắt nguồn từ chủ nghĩa hỗ sinh và chủ nghĩa cá nhân. Tiếp theo là các luồng tư tưởng về chủ nghĩa xã hội vô trị tập thể (tập thể, cộng sản và công đoàn). Các luông tư tưởng này khác nhau về các khía cạnh tổ chức và kinh tế của xã hội lý tưởng mong muốn đạt tới.
Chủ nghĩa hỗ sinh là một lý thuyết kinh tế ra đời vào thế kỷ 18, được phát triển thành lý thuyết vô trị bởi Pierre-Joseph Proudhon. Mục tiêu hướng tới của lý thuyết bao gồm tương hỗ, tự do giao kết, hợp đồng tự nguyện, liên bang và cải cách tiền tệ trong cả tín dụng lẫn tiền tệ hiện hành. Việc cải cách tiền tệ sẽ được thực thực hiện bởi một ngân hàng của người dân. Chủ nghĩa hỗ sinh đã được nhìn nhận như một ý thức hệ nằm giữa chủ nghĩa vô trị cá nhân và tập thể. Trong quyển "tài sản là gì?"(1840), Proudhon lần đầu tiên mô tả mục tiêu của mình là "hình thức thứ ba của xã hội, là sự tổng hợp chủ nghĩa cộng sản và tài sản." Chủ nghĩa vô trị tập thể là một hình thức vô trị được phát triển từ chủ nghĩa xã hội, thường được nhắc đến cùng với Mikhail Bakunin.  Những người vô trị tập thể ủng hộ quyền sở hữu tập thể các tư liệu sản xuất, thứ theo lý thuyết sẽ đạt được nhờ cách mạng bạo động, và người lao động sẽ được trả lương dựa theo thời gian làm việc, thay vì được phân phối theo nhu cầu như trong chủ nghĩa cộng sản. Chủ nghĩa vô trị tập thể phát triển song song cùng với chủ nghĩa Marx nhưng bác bỏ chế độ độc tài của vô sản, bất chấp mục tiêu đã nêu của những người Marxist về một xã hội tập thể không nhà nước.
Chủ nghĩa cộng sản vô trị là một lý thuyết vô trị ủng hộ một xã hội cộng sản với quyền sở hữu chung các tư liệu sản xuất, dân chủ trực tiếp và một mạng lưới ngang hàng của các giao kết tự nguyện, hội đồng lao động và hợp tác xã lao động, với sản xuất và tiêu dùng dựa trên nguyên tắc "làm theo năng lực, hưởng theo nhu cầu." Tuy rằng sau Cách mạng Pháp,  chủ nghĩa cộng sản vô trị đã được phát triển từ các luồng chủ nghĩa xã hội cấp tiến nhưng phải đến tận Đệ nhất Quốc tế nó mới lần đầu tiên được thành hình tại Ý. Sau đó nó được mở rộng trong các học thuyết của Peter Kropotkin, lý thuyết này đã trở thành tiêu điểm chính của những người vô trị vào cuối thế kỷ 19. Chủ nghĩa công đoàn vô trị là một nhánh của chủ nghĩa vô trị. Theo chủ nghĩa này, các công đoàn lao động sẽ là lực lượng tiềm năng chính cho cách mạng xã hội. Chủ nghĩa tư bản và nhà nước sẽ được thay thế bằng một xã hội mới do người lao động tự quản lý một cách dân chủ. Các nguyên tắc cơ bản của chủ nghĩa công đoàn vô trị bao gồm hành động trực tiếp, sự đoàn kết và tự quản của người lao động.
Chủ nghĩa vô trị cá nhân là tập hợp của một số tư tưởng vô trị truyền thống, nó nhấn mạnh vào cá nhân và ý chí của họ cần đặt trên bất cứ yếu tố quyết định bên ngoài khác. Những người đầu tiên đã tạo ra các ảnh hưởng tới chủ nghĩa vô trị cá nhân gồm: William Godwin, Max Stirner và Henry David Thoreau. Ở nhiều quốc gia, chủ nghĩa vô trị cá nhân đã thu hút một lượng nhỏ nhưng đa dạng các nghệ sĩ và tri thức Bohemian cũng như những người vô trị trẻ ngoài vòng pháp luật, cái mà về sau thường được gọi là chủ nghĩa bất hợp pháp và giành lại bản ngã.

### Hậu cổ điển và đương đại
Các nguyên tắc vô trị ủng hộ các phong trào xã hội cánh tả cấp tiến đương đại. Sự quan tâm đến phong trào vô trị phát triển mạnh mẽ cùng với trong phong trào chống toàn cầu hóa, mạng lưới thường được dẫn đầu bởi các nhà hoạt động xã hội vô trị. Khi phong trào chủ nghĩa cấp tiến thế kỷ 21 được định hình, sử dụng nhiều nguyên tắc vô trị, sự quan tâm đến chủ nghĩa này như được hồi sinh lại. Chủ nghĩa vô trị đã tiếp tục tạo thêm nhiều triết lý và phong trào, đôi khi cả chiết trung, dựa trên các nguồn gốc khác nhau và kết hợp các khái niệm khác nhau để tạo ra các phương pháp triết học mới. Truyền thống chống chủ nghĩa tư bản của vô trị cổ điển vẫn luôn nổi bật trong dòng chảy đương đại.

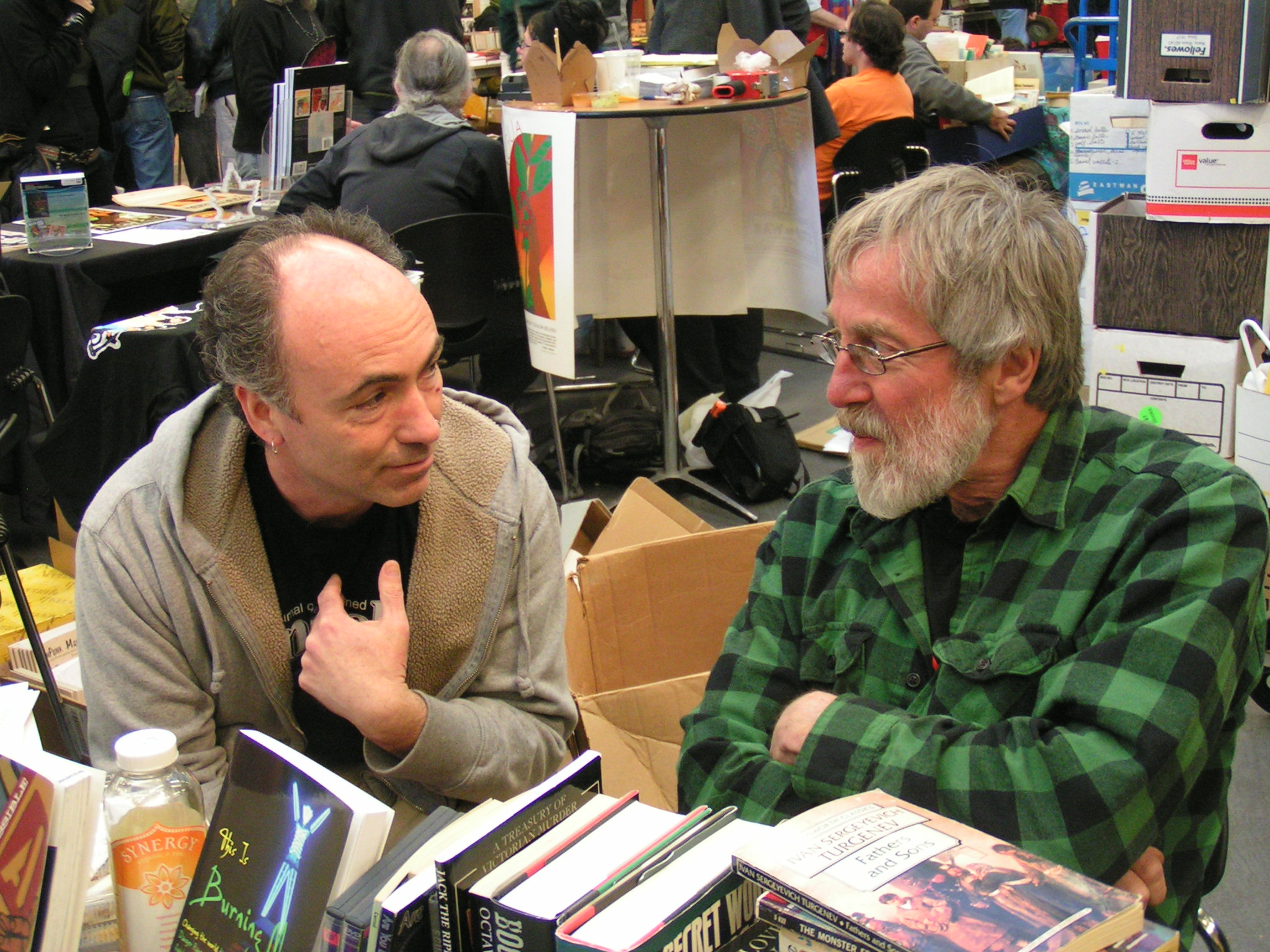
Lawrence Jarach (trái) và John Zerzan (phải) là hai tác giả nổi tiếng theo chủ nghĩa vô chính phủ đương đại, với Zerzan là nhân vật nổi bật trong chủ nghĩa vô trị nguyên thủy và Jarach là người ủng hộ đáng chú ý của chủ nghĩa vô chính phủ hậu cánh tả.

Tin tức đương đại đã luôn sử dụng lời lẽ tiêu cực về các cuộc biểu tình của khối đen. Điều này đã củng cố mối liên hệ lịch sử giữa chủ nghĩa vô trị với sự hỗn loạn và bạo lực trong con mắt đại chúng. Tuy vậy, sự nổi tiếng này cũng khiến nhiều học giả trong các lĩnh vực như nhân chủng học và lịch sử tham gia vào phong trào vô trị, mặc dù chủ nghĩa vô trị đương đại ủng hộ các hành động trực tiếp hơn lý thuyết học thuật.  Sự đa dạng của các nhóm, khuynh hướng và trường phái tư tưởng vô trị tồn tại hiện nay, cũng gây khó khăn trong việc mô tả một phong trào vô trị thống nhất đương đại. Một mặt các nhà lý thuyết và các nhà hoạt động xã hội đã thiết lập được "đường lối lâu dài cho các nguyên tắc vô trị", mặt khác lại không hề có sự đồng thuận nào về việc đâu là nguyên tắc cốt lõi của chủ nghĩa vô trị. Các nhà bình luận mô tả nhiều luồng chủ nghĩa vô trị chứ không phải một chủ nghĩa vô trị độc nhất.  Có những nguyên tắc chung giữa các trường phái vô trị, tuy nhiên mức độ ưu tiên dành cho các nguyên tắc ấy ở mỗi luồng tư tưởng lại một khác nhau. Bình đẳng giới là một nguyên tắc chung, mặc dù nó được xếp hạng ưu tiên cao hơn đối với những người vô trị nữ quyền so với những người cộng sản vô trị.
Những người vô trị thường cam kết chống lại chính quyền cưỡng chế dưới mọi hình thức, cụ thể là "tất cả các hình thức chính phủ tập trung và phân cấp (ví dụ: chế độ quân chủ, dân chủ đại diện, chủ nghĩa xã hội nhà nước, v.v.), hệ thống giai cấp kinh tế (ví dụ: chủ nghĩa tư bản, chủ nghĩa Bolshevik, phong kiến, chế độ nô lệ, v.v.), các tôn giáo chuyên quyền (ví dụ: Hồi giáo chính thống, Công giáo La Mã, v.v.), chế độ gia trưởng, chủ nghĩa dị tính luyến ái, da trắng thượng đẳng và chủ nghĩa đế quốc." Các trường vô trị khác nhau thường không đồng tình về các phương pháp được sử dụng để đấu tranh chống lại các hình thức kể trẻn. Nguyên tắc tự do bình đẳng gần với đạo đức chính trị vô trị hơn ở việc nó vượt qua cả tự do và chủ nghĩa xã hội truyền thống. Vô trị cho rằng tự do và bình đẳng không thể đạt được trong xã hội nhà nước, việc này dẫn đến một loạt câu hỏi về tính thích đáng của tất cả các hình thức thống trị và phân cấp.

## Chiến thuật
Người vô trị có nhiều chiến thuật hành động đa dạng với những phương thức khác nhau, nhưng tựu chung nhằm phục vụ hai mục đích chính, thứ nhất là phản đối việc thành lập các bộ máy chuyên quyền, thứ hai là thúc đẩy, truyền bá đạo đức, văn hóa và tầm nhìn của xã hội vô trị, khẳng định sự quan trọng của việc phải thống nhất phương tiện hành động và kết quả đạt tới. Các chiến thuật có thể được phân thành hai loại, loại một cố gắng tiêu diệt các quốc gia và thể chế áp bức bằng phương tiện cách mạng, loại hai tập trung vào thay đổi xã hội bằng các phương tiện hiện đại hơn. Các chiến thuật hiện đại bao gồm bất bạo động, từ chối bạo động và tiếp cận dần dần hơn đối với các mục tiêu vô trị, mặc dù có sự chồng chéo đáng kể giữa hai chiến thuật.
Chiến thuật vô trị đã thay đổi nhiều trong suốt thế kỷ qua. Những người theo chủ nghĩa vô trị trong đầu thế kỷ 20 tập trung nhiều vào các cuộc đình công và chiến tranh trong khi những người vô trị đương đại sử dụng một loạt các cách tiếp cận khác rộng lớn hơn.

### Thời kỳ cổ điển

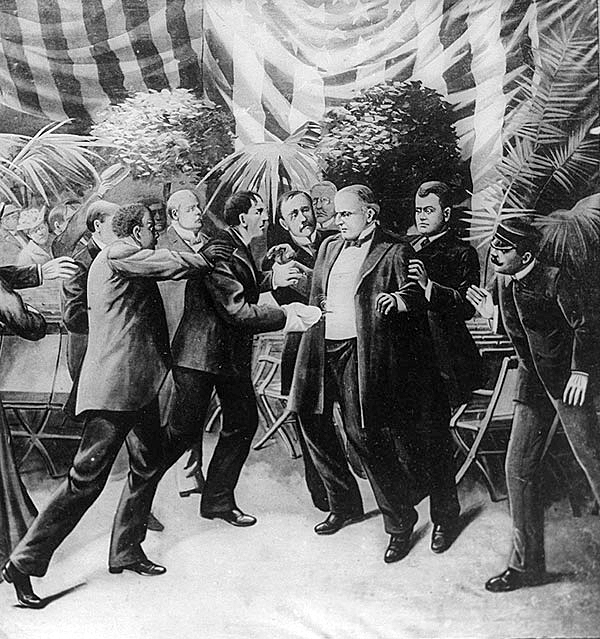
Mối quan hệ giữa chủ nghĩa vô chính phủ và bạo lực là một chủ đề gây tranh cãi giữa những người theo chủ nghĩa vô chính phủ, như việc Leon Czolgosz, người theo chủ nghĩa vô chính phủ, ám sát William McKinley.

Trong thời kỳ cổ điển, những người vô trị thường có khuynh hướng chiến đấu. Họ không chỉ đối đầu với các lực lượng vũ trang nhà nước, như ở Tây Ban Nha và Ukraine, mà một số còn sử dụng hình thức tuyên truyền bằng chiến công (chỉ hành động khi một người vô trị đi ám sát hay khủng bổ để tuyên truyền về sự dễ vỡ của bộ máy chính quyền, nhà nước, tư bản v.v...). Các âm mưu ám sát đã được thực hiện nhằm vào các nguyên thủ quốc gia, một số trong đó đã thành công. Những người vô trị cũng tham gia vào các cuộc cách mạng. Nhiều người vô trị, đặc biệt là những người theo chủ nghĩa Gallean, tin rằng những nỗ lực này sẽ là động lực cho một cuộc cách mạng chống lại chủ nghĩa tư bản và nhà nước. Nhiều trong số những cuộc tấn công này được thực hiện bởi những các cá nhân và phần lớn diễn ra vào cuối những năm 1870, đầu những năm 1880 và 1890, với một số vẫn xảy ra vào đầu những năm 1900. Sự giảm sút này là kết quả của sự phát triển quyền lực tư pháp và việc nhà nước đã đi điều tra gắt gao tìm hiểu tiêu diệt các tổ chức vô trị.
Góc nhìn của vô trị về các vấn đề bạo lực luôn gây tranh cãi. Những người theo chủ nghĩa vô trị hòa bình ủng hộ hình thức đấu tranh bất bạo động để tiến tới trạng thái vô trị, tiến tới một cái kết không bạo lực. Các nhóm vô trị khác ủng hộ hành động trực tiếp - một chiến thuật có thể bao gồm cả các hành động phá hoại hay khủng bố. Đây là các quan điểm khá nổi bật của thế kỷ trước, khi nhà nước được coi là một bạo chúa, và một số người vô trị tin rằng họ hoàn toàn có quyền chống lại sự áp bức bằng mọi cách có thể. Emma Goldman và Errico Malatesta là những người ủng hộ hạn chế việc sử dụng bạo lực, họ cho rằng bạo lực chỉ đơn thuần là một phản ứng cần thiết để đối phó lại với hành vi bạo lực của nhà nước.
Những người vô trị đóng một vai trò tích cực trong các cuộc đình công, mặc dù họ thường có ác cảm với chủ nghĩa công đoàn, họ coi đó là các nhà cải cách. Với người vô trị đây là một phần thiết yếu của phong trào tìm cách lật đổ nhà nước và chủ nghĩa tư bản. Nhiều người vô trị cũng tăng cường sự tuyên truyền dưới các hình thức nghệ thuật, một số người trong đó cũng đi theo chủ nghĩa khỏa thân. Những người vô trị cũng xây dựng các cộng đồng dựa trên tình bạn và tham gia vào các phương tiện truyền thông.